# Гиг I де Форе
Гиг (Ги) I д’Альбон (фр. Guigues Ier d’Albon; ок. 1095 — 27 октября 1138) — граф Лиона и Форе с 1107/1117 года.

## Биография
Сын Гига-Раймона д’Альбона и Иты Раймонды де Форе, дочери графа Форе Арто IV. Наследовал двоюродным братьям: Гильому, ушедшему в монастырь не ранее 1107 года, и Эсташу, умершему не позднее 1117 года.
В этом же промежутке 1107—1117 годов с титулом графа Форе (comitem de Forois) упоминается Ги де Гин (ум. после 1120), третий или четвёртый сын графа Гина Бодуэна I. Возможно, он принял этот титул после женитьбы на не известной по имени дочери одного из графов Форе, вскоре умершей.

## Семья
Гиг (Ги) I д’Альбон был женат на дочери Гишара III, сира де Божё. Возможно, её звали Сибилла. Дети:
- Гильом, картезианский монах
- Гиг II (р. ок. 1130, ум. после 1184), граф Лиона и Форе. В 1173 г. по соглашению с архиепископом отказался от титула графа Лиона.